# Zimirina brevipes
Zimirina brevipes là một loài nhện trong họ Gnaphosidae.
Loài này thuộc chi Zimirina. Zimirina brevipes được miêu tả năm 1986 bởi Pérez & Blasco.